# Сноубординг на зимових Олімпійських іграх 2014 — сноубордкрос (жінки)
Змагання зі сноубордкросу серед жінок на зимових Олімпійських іграх 2014 відбулись 16 лютого 2014 року в Роза Хутір X-Park.

## Розклад
Вказано місцевий час (UTC+4).
| Дата      | Час   | Раунд          |
| --------- | ----- | -------------- |
| 16 лютого | 11:00 | Посівний раунд |
| 16 лютого | 13:15 | Чвертьфінали   |
| 16 лютого | 13:30 | Півфінали      |
| 16 лютого | 13:40 | Фінали         |

## Результати

### Посівний раунд
Посівний раунд розпочався об 11:00.
| Місце | Номер | Ім'я                  | Країна          | Заїзд 1 | Заїзд 2 | Найкращий | Нотатки |
| ----- | ----- | --------------------- | --------------- | ------- | ------- | --------- | ------- |
| 1     | 5     | Ева Самкова           | Чехія           | 1:20.61 |         | 1:20.61   |         |
| 2     | 15    | Ліндсі Джекобелліс    | США             | 1:21.40 |         | 1:21.40   |         |
| 3     | 16    | Домінік Мальте        | Канада          | 1:22.26 |         | 1:22.26   |         |
| 4     | 11    | Маєль Рікер           | Канада          | 1:22.44 |         | 1:22.44   |         |
| 5     | 13    | Шарлотт Бенкс         | Франція         | 1:23.12 |         | 1:23.12   |         |
| 6     | 14    | Юка Фудзіморі         | Японія          | 1:23.22 |         | 1:23.22   |         |
| 7     | 19    | Белль Брокгофф        | Австралія       | 1:23.22 |         | 1:23.22   |         |
| 8     | 10    | Неллі Моенн-Локкоз    | Франція         | 1:23.50 |         | 1:23.50   |         |
| 9     | 2     | Фає Ґуліні            | США             | 1:23.96 |         | 1:23.96   |         |
| 10    | 23    | Сандра Даніела Ґербер | Швейцарія       | 1:24.10 |         | 1:24.10   |         |
| 11    | 8     | Александра Жекова     | Болгарія        | 1:24.29 |         | 1:24.29   |         |
| 12    | 18    | Ізабел Кларк Рібейро  | Бразилія        | 1:24.31 |         | 1:24.31   |         |
| 13    | 12    | Клое Треспеш          | Франція         | 1:24.47 | 1:23.43 | 1:23.43   |         |
| 14    | 9     | Зої Джиллінґс         | Велика Британія | 1:24.72 | 1:23.78 | 1:23.78   |         |
| 15    | 22    | Тора Брайт            | Австралія       | 1:25.32 | 1:23.96 | 1:23.96   |         |
| 16    | 24    | Дебора Антоніоз       | Франція         | 1:24.78 | 1:24.23 | 1:24.23   |         |
| 17    | 21    | Марія Рамберґер       | Австрія         | 1:24.55 | 1:24.45 | 1:24.45   |         |
| 18    | 3     | Мікела Мойолі         | Італія          | 1:24.72 | DNS     | 1:24.72   |         |
| 19    | 7     | Раффаелла Брутто      | Італія          | 1:25.11 | DNS     | 1:25.11   |         |
| 20    | 4     | Сімона Майлер         | Швейцарія       | 1:25.17 | 1:25.47 | 1:25.17   |         |
| 21    | 20    | Сузанне Молл          | Австрія         | 1:25.43 | DSQ     | 1:25.43   |         |
| 22    | 17    | Белл Берґейс          | Нідерланди      | 1:28.19 | 1:28.70 | 1:28.19   |         |
|       | 1     | Гелене Олафсен        | Норвегія        | DNF     | DNS     | DNF       |         |
|       | 6     | Жаклін Ернандес       | США             | DNF     | DNS     | DNF       |         |

### Раунд на вибування

#### Чвертьфінали
Починаючи з цієї стадії в заїздах брали участь по шість осіб, із яких далі проходили по три переможниці.
| Місце | Номер | Ім'я               | Країна  | Нотатки |
| ----- | ----- | ------------------ | ------- | ------- |
| 1     | 1     | Ева Самкова        | Чехія   | Q       |
| 2     | 8     | Неллі Моенн-Локкоз | Франція | Q       |
| 3     | 9     | Фає Ґуліні         | США     | Q       |
| 4     | 16    | Дебора Антоніоз    | Франція |         |
| 5     | 17    | Марія Рамберґер    | Австрія |         |
| DNS   | 24    | Жаклін Ернандес    | США     |         |

| Місце | Номер | Ім'я                 | Країна    | Нотатки |
| ----- | ----- | -------------------- | --------- | ------- |
| 1     | 13    | Клое Треспеш         | Франція   | Q       |
| 2     | 20    | Сімона Майлер        | Швейцарія | Q       |
| 3     | 21    | Сузанне Молл         | Австрія   | Q       |
| 4     | 12    | Ізабел Кларк Рібейро | Бразилія  |         |
| 5     | 5     | Шарлотт Бенкс        | Франція   |         |
|       | 4     | Маєль Рікер          | Канада    | DNF     |

| Місце | Номер | Ім'я              | Країна          | Нотатки |
| ----- | ----- | ----------------- | --------------- | ------- |
| 1     | 3     | Домінік Мальте    | Канада          | Q       |
| 2     | 11    | Александра Жекова | Болгарія        | Q       |
| 3     | 14    | Зої Джиллінґс     | Велика Британія | Q       |
| 4     | 19    | Раффаелла Брутто  | Італія          |         |
| 5     | 22    | Белл Берґейс      | Нідерланди      |         |
| 6     | 6     | Юка Фудзіморі     | Японія          |         |

| Місце | Номер | Ім'я                  | Країна    | Нотатки |
| ----- | ----- | --------------------- | --------- | ------- |
| 1     | 2     | Ліндсі Джекобелліс    | США       | Q       |
| 2     | 18    | Мікела Мойолі         | Італія    | Q       |
| 3     | 7     | Белль Брокгофф        | Австралія | Q       |
| 4     | 10    | Сандра Даніела Ґербер | Швейцарія |         |
| 5     | 15    | Тора Брайт            | Австралія |         |
|       | 23    | Гелене Олафсен        | Норвегія  | DNS     |

#### Півфінали
| Місце | Номер | Ім'я               | Країна    | Нотатки |
| ----- | ----- | ------------------ | --------- | ------- |
| 1     | 1     | Ева Самкова        | Чехія     | Q       |
| 2     | 13    | Клое Треспеш       | Франція   | Q       |
| 3     | 9     | Фає Ґуліні         | США       | Q       |
| 4     | 8     | Неллі Моенн-Локкоз | Франція   |         |
|       | 21    | Сузанне Молл       | Австрія   | DSQ     |
|       | 20    | Сімона Майлер      | Швейцарія | DSQ     |

| Місце | Номер | Ім'я               | Країна          | Нотатки |
| ----- | ----- | ------------------ | --------------- | ------- |
| 1     | 3     | Домінік Мальте     | Канада          | Q       |
| 2     | 11    | Александра Жекова  | Болгарія        | Q       |
| 3     | 18    | Мікела Мойолі      | Італія          | Q       |
| 4     | 14    | Зої Джиллінґс      | Велика Британія |         |
| 5     | 7     | Белль Брокгофф     | Австралія       |         |
| 6     | 2     | Ліндсі Джекобелліс | США             |         |

#### Фінали
Фінали розпочались о 13:40.
Малий фінал
| Місце | Номер | Ім'я               | Країна          | Нотатки |
| ----- | ----- | ------------------ | --------------- | ------- |
| 7     | 2     | Ліндсі Джекобелліс | США             |         |
| 8     | 7     | Белль Брокгофф     | Австралія       |         |
| 9     | 14    | Зої Джиллінґс      | Велика Британія |         |
| 10    | 20    | Сімона Майлер      | Швейцарія       |         |
| 11    | 8     | Неллі Моенн-Локкоз | Франція         |         |
| 12    | 21    | Сузанне Молл       | Австрія         | DNS     |

Великий фінал
| Місце | Номер | Ім'я              | Країна   | Нотатки |
| ----- | ----- | ----------------- | -------- | ------- |
| 1     | 1     | Ева Самкова       | Чехія    |         |
| 2     | 3     | Домінік Мальте    | Канада   |         |
| 3     | 13    | Клое Треспеш      | Франція  |         |
| 4     | 9     | Фає Ґуліні        | США      |         |
| 5     | 11    | Александра Жекова | Болгарія |         |
| 6     | 21    | Мікела Мойолі     | Італія   | DNF     |